# سابیاسچی چاکرابارتی
سابیاسچی چاکرابارتی (به انگلیسی: Sabyasachi Chakrabarty) (زاده ۸ سپتامبر ۱۹۵۶) بازیگر هندی است.
از فیلم‌هایی که وی در آن نقش داشته‌است می‌توان به فانتوم، زن متأهل، سه، نام خانوادگی، لاهور، غرور، بابلی بانسر و اسم رمز: تیرانگا اشاره کرد.